# F+W C-3605

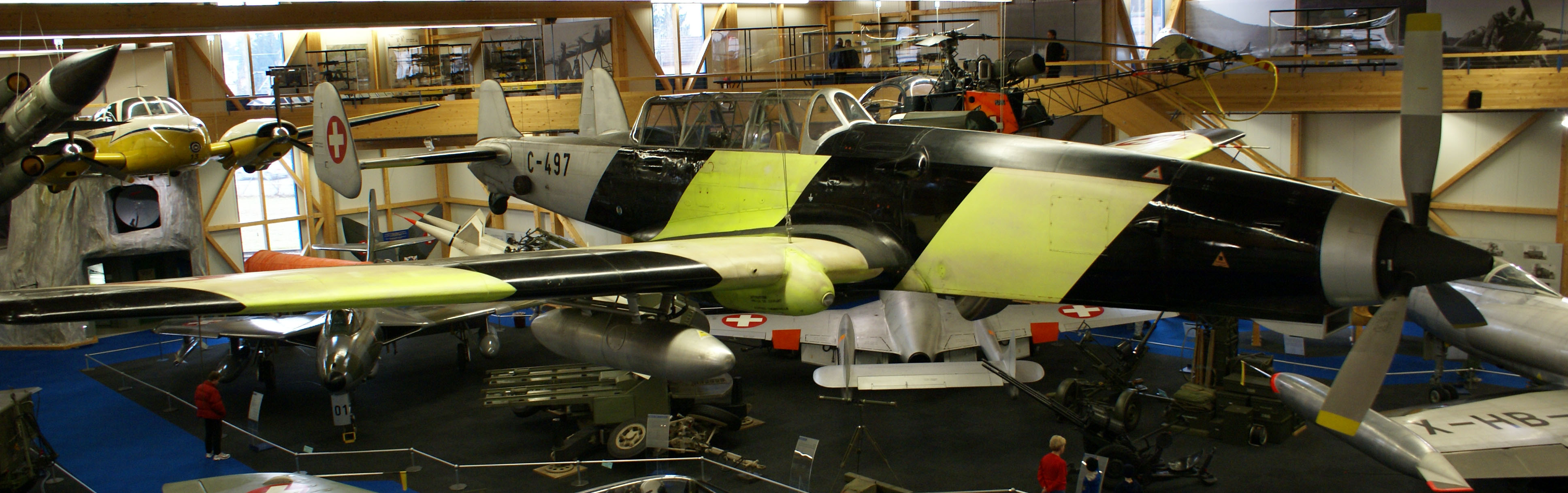
C-3605 esposto al Flieger Flab Museum, Dübendorf, Svizzera

L'F+W C-3605, soprannominato Schlepp (rimorchiatore) o Formichiere Alpino, fu un aereo da traino bersaglio utilizzato dalle Forze aeree svizzere negli anni tra il 1971 e il 1987. L'aereo fu sviluppato durante la seconda metà degli anni sessanta del XX secolo dall'azienda svizzera Eidgenössischen Konstruktionswerkstätten (EKW) e rinominato Farner Werke (F+W) nel 1972, convertendo l'EKW C-36. Il prototipo volò la prima volta con successo nel 1968 e successivamente furono realizzati 23 altri esemplari tra il 1971–1973, alcuni dei quali oggi sono in mano a privati e ancora volano.

## Storia del progetto
Nel 1967, le forze aeree svizzere, stimarono che il loro aereo da traino bersaglio C-3.603-1,, poteva avere ancora dieci anni di vita, ma il motore a pistoni montato su questo, un Hispano-Suiza, era ormai prossimo al logoramento e in più scarseggiavano i pezzi di ricambio.
Per sostituire il mezzo, furono presi in considerazione svariati aeromobili stranieri, ma alla fine ci si rese conto che sarebbe stato più economico riprogettare l'aereo basandosi su un moderno turboelica già esistente e di conseguenza fu assegnato a Jean-Pierre Weibel il compito di convertire il 102º C-3603 nel prototipo C-3605.
Come nuovo propulsore fu scelto un turboelica Lycoming T53-L-7, che essendo più leggero di quello montato sul C-3603, impose un aumento nella lunghezza del muso del velivolo per poter conservare il centro di gravità. Il resto del velivolo rimase sostanzialmente invariato. I primi test di volo del prototipo iniziarono il 19 agosto 1968 e fu subito chiaro che il mezzo necessitava dell'aggiunta di un terzo stabilizzatore verticale.

## Impiego operativo
Dopo la modifica apportata, il prototipo dimostrò di possedere caratteristiche di volo soddisfacenti e fu dato inizio alla conversione di altri 23 C-3605 che furono consegnati dalla F+W tra il 1971 e gennaio 1973.
Il C-3605 si dimostrò un buon mezzo, che superò abbondantemente i dieci anni di uso previsti dai progettisti, tuttavia nella metà degli anni ottanta l'aereo era ormai invecchiato e mostrava i primi segni di cedimento strutturale, pertanto, nel 1987, fu deciso il suo ritiro dal servizio e la vendita a privati; il C-3605 fu sostituito dal Pilatus PC-9 opportunamente modificato per ricoprire il ruolo di traino bersaglio.

## Utilizzatori
Svizzera
- Forze Aeree Svizzere

## Esemplari attualmente esistenti
Vari C-3605 sono conservati in diversi musei, tra cui il Flieger Flab Museum a Dübendorf, Svizzera, e il Planes of Fame Museum Chino, California.
Tra i civili che posseggono tale aereo, è in voga il soprannome "falco da guerra".